# Yvel (rivière)
Pour les articles homonymes, voir Yvel.
L'Yvel (An Ivel en breton[réf. souhaitée]) est un cours d'eau traversant les deux départements des Côtes-d'Armor et du Morbihan, dans la région Bretagne. Il forme le lac au Duc avant de rejoindre le Ninian, qui est un sous-affluent de la Vilaine.

## Géographie
L'Yvel prend sa source dans la commune de Saint-Vran (Côtes-d'Armor), près des lieux dits la Sourtoise et Saint-Christophe, à une altitude de quelque 240 mètres. La source du Ninian, dans lequel il se jettera, se trouve à 500 mètres à l'est. Dans sa partie haute, il est aussi appelé l'Hivet.
Il s'écoule vers le sud-est en traversant notamment Merdrignac puis vers le sud-ouest en traversant Néant-sur-Yvel et Loyat. Il forme ensuite le lac au Duc avant de rejoindre le Ninian à l'ouest de Ploërmel, entre les trois communes de Ploërmel, Taupont et Guillac, à l'altitude 23 mètres et après un parcours de 58,3 km.

## Communes et cantons traversés
Dans les deux départements des Côtes-d'Armor et du Morbihan, l'Yvel traverse treize communes et cinq cantons :
- dans le sens amont vers aval : Saint-Vran (source), Laurenan, Merdrignac, Illifaut, Ménéac, Brignac, Saint-Brieuc-de-Mauron, Mauron, Néant-sur-Yvel, Loyat, Ploërmel, Taupont et Guillac (embouchure).

Soit en termes de cantons, l'Yvel prend source dans le canton de Merdrignac, traverse les canton de La Trinité-Porhoët, canton de Mauron, canton de Ploërmel et conflue sur le canton de Josselin.

## Affluents
Son principal affluent est le Doueff et il a douze affluents référencés :
- le ruisseau le Duc (rd) sur les deux communes de Gomené et Merdrignac.
- le ruisseau de la Ramée (rd) sur les quatre communes de Gomené, Ménéac et Merdrignac, Illifaut.
- le ruisseau de la Planchette (rd) sur les deux communes de Brignac et Saint-Brieuc-de-Mauron.
- le ruisseau de Querel (rg) sur les trois communes de Illifaut, Mauron, et Saint-Brieuc-de-Mauron.
- le ruisseau de Rézo (rd) avec un affluent :
  - le ruisseau de Camet (rg)
- le Doueff (rg) 16,9 km[4].
- le ruisseau de Pivolet (rg)
- le ruisseau de la Maladrerie (rg) avec un affluent :
  - le ruisseau du Pont Perrin (rg)
- le ruisseau de Camet (rg)
- le ruisseau de Saint-Jean (rd) qui se jette dans le Lac au Duc
- le ruisseau des Vieux Près (rg) qui se jette dans le Lac au Duc
- le ruisseau du Moulin du Miny (rg) qui se jette dans le Lac au Duc

## Hydrologie
Son bassin versant est de 375 km2 et la population sur ce bassin est de 28 000 habitants. Le Lac au Duc de Ploërmel représente une réserve de 3,5 millions de m3 d'eau.

## Toponyme
L'Yvel a donné son hydronyme à la commune de Néant-sur-Yvel.